# 弗雷德·金
弗雷德·金（Freddie King，1934年9月3日—1976年12月28日）是一位美国布鲁斯吉他手和歌手。他是1950年代和1960年代芝加哥布鲁斯的代表人物。他对布鲁斯摇滚音乐家如史蒂夫·雷·沃恩、埃里克·克莱普顿、杰夫·贝克、彼得·格林等人影响很大。他录制的专辑包括"Hide Away"、"Have You Ever Loved A Woman"和"Going Down"等。
他于1976年死于心肌梗死，年仅42岁。
2003年在滾石杂志评选的一百大吉他手排名里位列第25，2011年滾石雜誌一百大吉他手列為第15名。